# Рудня (Червенский район)
Рудня — агрогородок в Червенском районе Минской области Беларуси. Статус агрогородка получен в 2006 году, до этого был деревней. Административный центр Руднянского сельсовета.

## География
Расположен на реке Уша (под мостом есть водопад) в 20 км к северу от города Червень и в 50 км к востоку от Минска. Через агрогородок проходит автодорога P59 (Логойск — Червень). Ближайшие населённые пункты (по часовой стрелке с севера): Уборки, Барсуки, Кутузовка, Красная Нива, Чернова, Дубовый Лог.

## История
По письменным источникам известна с XVIII века на территории Минского повета Минского воеводства Великого княжества Литовского. В результате II раздела Речи Посполитой 1793 года вошла в состав Российской империи. На 1795 год слободка Рудня Чернявская в составе Игуменского уезда Минской губернии. На 1800 год здесь было 4 двора, жили 43 человека, здесь находились господский дом, корчма, винокурня, водяная мельница и сукновальня. В середине XIX века деревня принадлежала помещику Ф. Верентке. Согласно переписи населения Российской империи 1897 года деревня Черновая Рудня в составе Гребёнской волости, где было 45 дворов, проживал 251 человек, имелись питейный дом, корчма, сукновлаьня, круподёрка и водяная мельница. Вблизи располагались деревня Рудня, где было 5 дворов и 46 жителей, и одноименный фольварок в 1 двор, где было 11 жителей. На начало XX века в деревне было 48 дворов и 338 жителей. В 1906 году в частном деревянном здании была открыта церковно-приходская школа, на 1910 год там насчитывалось 60 учеников (50 мальчиков и 10 девочек). На 1917 год в деревне было 52 двора и 403 жителя. С февраля по декабрь 1918 года она была оккупирована немцами, с августа 1919 по июль 1920 — поляками. После Октябрьской революции 1917 года на базе церковно-приходской школы была открыта рабочая школа 1-й ступени. 20 августа 1924 года деревня стала центром вновь образованного Руднянского сельсовета Червенского района Минского округа (с 20 февраля 1938 — Минской области). Согласно переписи населения СССР 1926 года здесь было 83 двора, где проживали 532 человека, в школе насчитывалось 92 ученика (53 мальчика и 49 девочек), при школе работал пункт ликвидации безграмотности среди взрослых, имелась небольшая библиотека. В 1929 году в деревне был организован колхоз «Красный путь» (бел. Чырвоны шлях), на 1932 год в его состав входили 119 крестьянских дворов, при колхозе работали водяная мельница, сукновальная, колёсная мастерская и кузница. Во время Великой Отечественной войны деревня была оккупирована немецко-фашистскими захватчиками в начале июля 1941 года. В лесах в районе деревни развернули активную деятельность партизаны бригад «Разгром» и имени Щорса. В районе деревни шли активные бои, погибшие партизаны и советские солдаты были похоронены в братской могиле. 48 жителей деревни погибли на фронтах. Освобождена в начале июля 1944 года. На 1960 год население деревни составило 461 человек. В 1966 году в центре деревни был поставлен памятник-обелиск в память о погибших на войне сельчанах, в 1970 году на братской могиле погибших на войне красноармейцев и партизан был установлен памятник-стела. На 1997 год в деревне было 221 домохозяйство и 593 жителя, тогда здесь располагались администрация сельсовета, центральная усадьба совхоза имени Мичурина, животноводческая ферма, мастерские по ремонту сельскохозяйственной техники, средняя школа-детский сад, больница, ветеринарный пункт, библиотека, Дом культуры, два магазина, столовая, комплексный приёмный пункт бытового обслуживания населения, отделение связи. На 2013 год агрогородок, где насчитывается 198 домохозясйтв, 535 постоянных жителей.

## Инфраструктура
В агрогородке имеется Евроопт Минимаркет, отделение Беларусбанка, детский сад, школа, почта, Сельсовет, Дом Культуры, дом престарелых, аптека, кладбище. Действует автобусное сообщение с Минском.

## Население
- 1800 — 4 двора, 43 жителя
- 1897 — 51 двор, 308 жителей
- 1908 — 48 дворов, 338 жителей
- 1917 — 52 двора, 403 жителя
- 1926 — 83 двора, 532 жителя
- 1960 — 461 житель
- 1997 — 221 двор, 593 жителя
- 2013 — 198 дворов, 535 жителей

## Галерея
- Знак на въезде
- Вид на реку Уша
- Осень, остров на реке Уша
- Дом Культуры
- Школа
- Башня на краю деревни